# Morganucodon
Morganucodon ("Glamorgan tand") är ett utdött släkte av tidiga däggdjursliknande arter som levde från äldre trias till mellersta jura. Det äldsta fossilfyndet är daterat till cirka 205 miljoner år sedan. Till skillnad från andra tidiga däggdjurssläkten består Morganucodon av många och förhållandevis välbevarade fynd. De flesta fynden av typexemplaret Morganucodon watsoni kommer från Glamorgan i Wales, men fossiler av andra arter har också hittats i provinsen Yunnan i Kina (Morganucodon oehleri) samt i olika delar av Europa och Nordamerika.

## Fossila fynd
Det första fyndet av Morganucodon gjordes av F.W. Parrington i Sydwales 1941. Runt sekelskiftet 2000 gjordes flera nya upptäckter av släktet i Kina.

## Paleobiologi
Morganucodon var ett litet djur med måttligt lång svans. Enligt Kemp (2005) var "skallen 2–3 cm lång med en uppskattad kroppslängd på cirka 10 cm. Generellt sett skulle den ha sett ut som en näbbmus eller mus". Den var ganska lik Megazostrodon men tros ha tillhört de verkliga däggdjuren och hade en mer komplicerad däggdjursform. Det finns bevis som tyder på att den hade specialiserade körtlar som påminner om de hos dagens däggdjur. Detta kan indikera att den hade päls.
Liksom de flesta moderna insektsätande däggdjur växte Morganucodon relativt snabbt till vuxenstorlek. En studie från 2020 tyder på att metabolismen hos Morganucodon var betydligt långsammare än hos moderna däggdjur av jämförbar storlek, och att den hade en livslängd mer liknande reptiler, där det äldsta exemplaret hade en livslängd på cirka 14 år.

### Fysiologi
Morganucodon tros ha tillhört de verkliga däggdjuren men hade en mer komplicerad däggdjursform. Käken hade ombildats till ett helt ben, och andra delar av käken hade krympt till hörselbenen. Det är fortfarande omtvistat om Morganucodon tillhörde däggdjuren eller den närbesläktade gruppen Mammaliaformes.